# Mädchenorchester von Auschwitz
Das Mädchenorchester von Auschwitz war ein Häftlingsorchester im KZ Auschwitz-Birkenau. Das Orchester wurde auf Befehl der SS von der polnischen Musiklehrerin Zofia Czajkowska im Juni 1943 zusammengestellt. Bereits ab Januar 1941 hatte es verschiedene Männerorchester von Auschwitz gegeben.

## Allgemeines
Die Mitglieder waren weibliche Häftlinge, die durch die Aufnahme ins Orchester vor der Vernichtung durch Arbeit und vor dem Tod in den Gaskammern bewahrt wurden. Dirigentin des Orchesters war von August 1943 bis zu ihrem Tod im April 1944 Alma Rosé, die Nichte des Komponisten Gustav Mahler. Die brutale und musikliebende SS-Oberaufseherin Maria Mandl, seit Oktober 1942 inoffizielle Leiterin des Frauenlagers Auschwitz-Birkenau, war eine Befürworterin des Orchesters. Sie unterstützte die Errichtung einer besonderen Baracke (Lagerabschnitt B I b in unmittelbarer Nähe des Stacheldrahtzaunes) für die Musikerinnen. Der Block trug die Nummer 12, ab Herbst 1943 Nummer 7. In der Baracke gab es einen mit Holzdielen ausgelegten Boden und einen Ofen, um die Musikinstrumente vor Feuchtigkeit zu schützen. Josef Kramer, seit Mai 1944 Lagerkommandant, wollte vor allem, dass die Arbeitskommandos im Gleichschritt marschierten, begleitet vom Mädchenorchester. Auch wirkte ein Orchester gut, wenn SS-Größen das Lager besichtigten.
Die Musikerinnen mussten immer wieder auch Privatkonzerte geben. So ließ beispielsweise Josef Mengele, ein Liebhaber klassischer Musik, sich öfter vorspielen. Anita Lasker-Wallfisch, eine Cellistin, musste Mengele regelmäßig Schumanns Träumerei vortragen, da er dieses Stück so gerne hörte. Für Maria Mandl musste die Sängerin Fania Fénelon manchmal mitten in der Nacht „Madame Butterfly“ singen. Zum Repertoire des Orchesters gehörten außer den zahlreichen Märschen zum Ausmarsch der Gefangenen auch Operettenmelodien (z. B. „Zum weißen Rößl am Wolfgangsee“), die Zigeunerweisen von Sarasate, und sogar der 1. Satz von Beethovens 5. Sinfonie oder der 1. Satz aus Mendelssohns berühmtem Violinkonzert mit Alma Rosé als Solistin. Einige Stücke mussten extra für die ungewöhnliche Besetzung des Orchesters (u. a. mit Mandolinen, Gitarren und Akkordeon) von Fania Fénelon arrangiert werden; diese berichtete außerdem, dass die Nazis bei Konzerten Applaus höchstens andeuteten.
An einem Sonntag musste das Orchester gemeinsam mit einem Liliputzirkus auftreten. Die Kleinwüchsigen vertrauten dem SS-Arzt, der mit ihnen scherzte und sie danach selbst in die Gaskammer führte. Auch Kramer bestand auf Sonderveranstaltungen. Fania Fénelon schilderte solch eine Situation, als eine Läuferin erregt die Tür aufstieß und rief:

„Achtung! Mädchen, schnell! Herr Kommandant Kramer kommt! Eingefroren in ein eindrucksvolles Stillgestanden erwarten wir Kramer. Er tritt ein, begleitet von zwei SS-Offizieren… Er geht auf die für diesen Zweck aufgestellten Stühle zu, setzt sich, nimmt die Schirmmütze ab und legt sie neben sich hin… Immer noch Stillgestanden, wie es sich gehört, wenn man mit einem Offizier spricht, fragt Alma ängstlich: ‚Was möchte der Herr Lagerführer hören? – Die Träumerei von Schumann.‘ Und sehr gefühlvoll fügt er hinzu: ‚Das ist ein bewundernswertes Stück, das geht ans Herz.‘… Entspannt hebt der Lagerführer seinen Kopf und teilt mit: ‚Wie schön, wie erregend!‘“

Das Orchester musste auch im Krankenrevier ein Konzert für Frauen geben, die noch am selben Tag vergast werden sollten – beide Seiten, sowohl die Musikerinnen, als auch das Publikum waren sich dessen bewusst und Fénelon empfand dies als eines ihrer schrecklichsten Erlebnisse im KZ.
Die Musikerinnen litten erheblich darunter, unter solchen Umständen und in solch einer Umgebung der von ihnen geliebten Passion, der Musik, nachgehen zu müssen. Viele blieben zeitlebens traumatisiert. Z. B. litt Zofia Cykowiak unter Angstzuständen, war apathisch und konnte nach Kriegsende nie mehr ihr erlerntes Instrument spielen. Andere Musikerinnen berichteten nach dem Krieg, dass sie sich während ihrer Zeit im KZ in Traumwelten hineinbegaben, um die Grausamkeiten ertragen zu können. Yvette Assael fing bei der Ankunft neuer Transporte an zu weinen, was sie der Gefahr aussetzte, aus dem Orchester ausgeschlossen zu werden, da Weinen von der SS verboten war. Immer wieder erkrankten viele Musikerinnen an Durchfall, Tuberkulose, Fleckfieber, Typhus, Diphtherie, Malaria etc. Wenn die Krankheit nicht sehr ansteckend war, wurde die Kranke nicht in den Häftlings-Krankenbau verlegt. Wurde doch eine Musikerin in den Krankenbau eingeliefert, blieb sie von den Selektionen der SS meist verschont.
Die Geschichte des Orchesters wurde in Romanen, Dokumentationen und Filmen sowie einer Oper verarbeitet.

## Einsätze des Orchesters

### Ein- und Ausmarsch
Das Orchester spielte am Tor, wenn die Arbeitskolonnen aus- und einmarschierten. Im Sommer rückten die Arbeitskolonnen zwischen 5 und 6 Uhr aus und kamen gegen 20 Uhr zurück. Im Winter marschierten sie zwischen 7 und 8 Uhr aus und kamen gegen 17 Uhr zurück.

### Umstritten: An der Rampe
- Behauptung (Quelle: Esther Bejarano): Auch wenn die Deportationszüge mit jüdischen Menschen aus ganz Europa ankamen, musste das Orchester spielen. Die Ankommenden sollten in Sicherheit gewiegt werden, damit sie ohne Verdacht zu schöpfen und ohne Kampf in den Tod in die nahen Gaskammern gehen würden. Während Transporte ankamen, herrschte jedoch in der Regel Blocksperre für das ganze Lager.
- Fania Fénelon bestreitet, dass das Orchester zu den Selektionen spielen musste, und nennt dies eine Legende. In ihrem Buch steht: „Seit dem Morgengrauen ist Blocksperre. Seit fünf Stunden sind alle Türen im Lager verriegelt, sogar bei uns. Nur die Tür des Musiksaals darf offen bleiben. Können die Menschen aus den Zügen unsere Musik hören? Wahrscheinlich hin und wieder Fetzen einer Melodie, sie schauen manchmal zu uns herüber.“[8]
- Auch Anita Lasker-Wallfisch widerspricht der Behauptung, dass das Orchester an der Rampe spielen musste. Da der Block, in dem das Orchester untergebracht war, nahe an den Gleisen lag, ist es jedoch plausibel, dass die Ankommenden das Orchester beim Proben gehört haben.[9]

### Sonntagskonzerte
An Sonntagen wurden an verschiedenen Orten Konzerte für die SS-Mannschaften gegeben.

## Ensemble

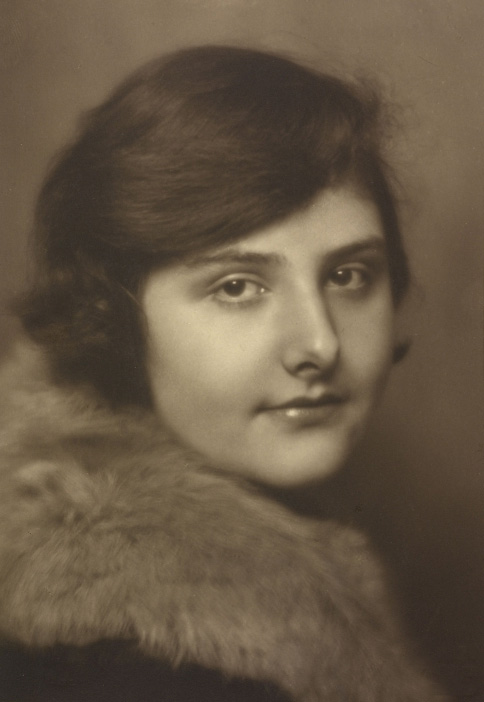
Alma Rosé (1927)

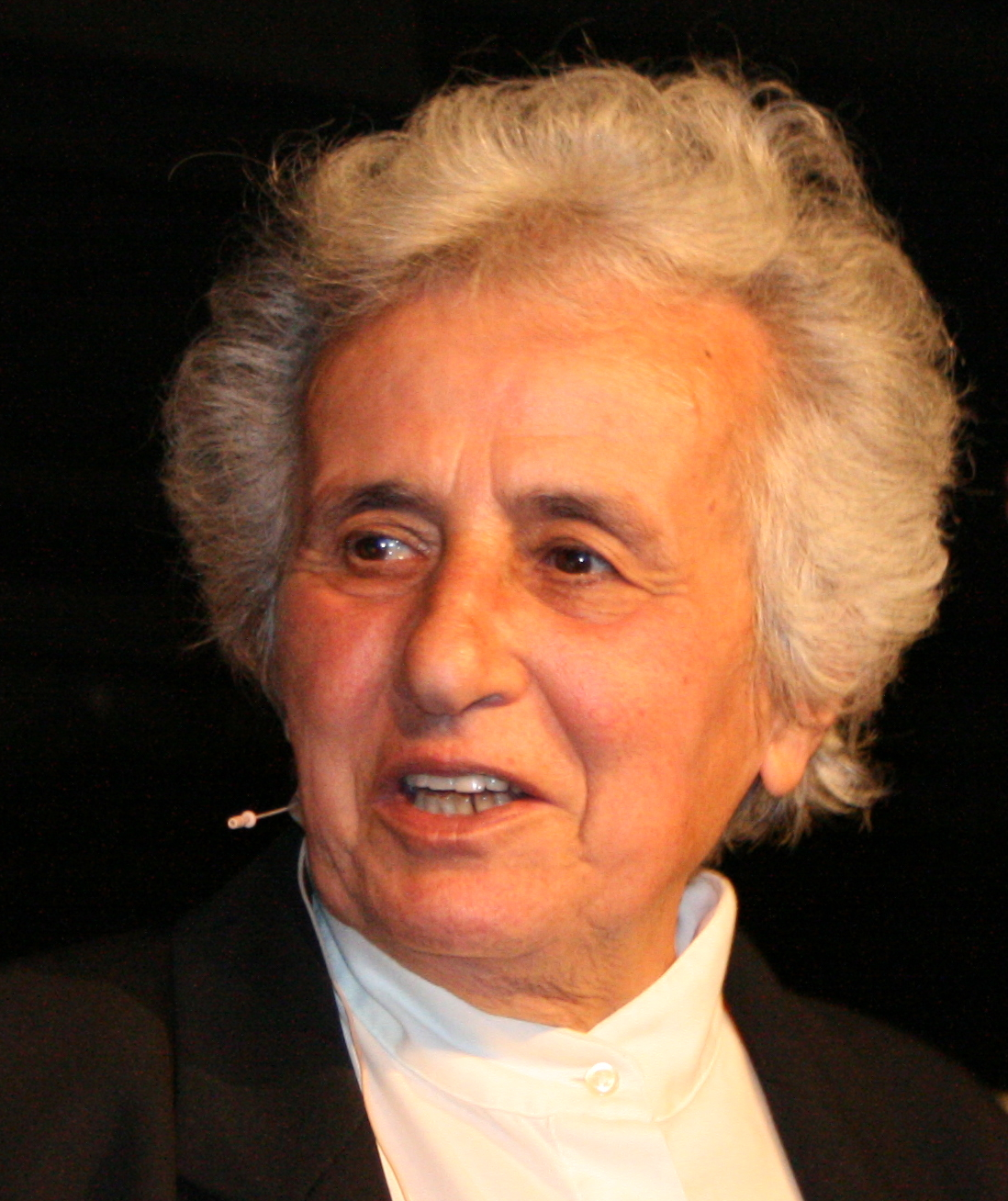
Anita Lasker-Wallfisch (2007)

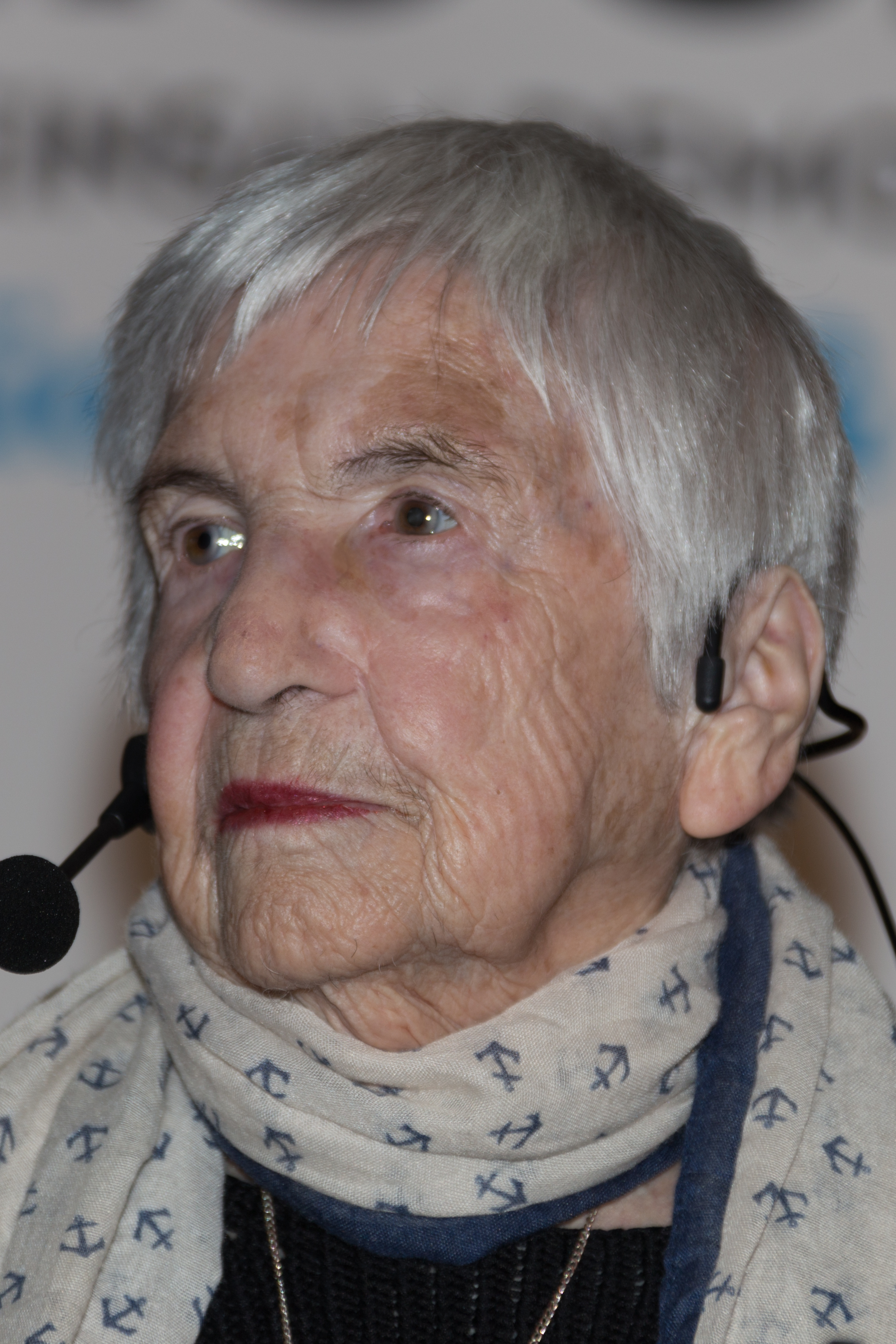
Esther Bejarano (2018)

### Dirigentinnen
- 1. Zofia Czajkowska, wird „Tschaikowska“ ausgesprochen, Violine und Interpretation, Polin, sie hat sich als Nachkommin des Komponisten Peter Iljitsch Tschaikowski ausgegeben, war bis August 1943 Dirigentin, übergab dann die Führung an Alma Rosé, wurde Blockälteste und unterstützte das Orchester weiterhin
- 2. Alma Rosé, Violine, Österreicherin, Tochter des jüdischen Konzertmeisters an der Wiener Hofoper Arnold Rosé und Nichte des Dirigenten und Komponisten Gustav Mahler, ab August 1943 bis zu ihrem Tod Anfang April 1944
- 3. Sonia Winogradowa, auch Vinogradova, Piano, (nichtjüdische) Ukrainerin, von April 1944 bis zur Auflösung im Oktober 1944 und erneut im Januar 1945

### Besetzung (Auswahl)

#### Akkordeon
- Lili Assael, auch Notenschreiberin, jüdische Griechin und ältere Schwester von Yvette Assael (Kontrabass)
- Esther Bejarano (Sarah Weiss), nachdem das Akkordeon neu besetzt wurde, spielte sie Flöte, jüdische Deutsche
- Flora Jacobs, später Schrijver, jüdische Holländerin (Nr. 61278)

#### Cello
- Helene Croner, jüdische Deutsche und Schwester von Lola Croner (Flöte)
- Anita Lasker (Marta Goldstein), später Lasker-Wallfisch, jüdische Deutsche

#### Flöte
- Ruth Basinski, später Ruth Bassin, jüdische Deutsche (Nr. 41883)
- Esther Bejarano (Sarah Weiss), vorher Akkordeon, jüdische Deutsche
- Lola Croner, jüdische Deutsche und Schwester von Helene Croner (Cello)
- Clara Wagenberg, später Tamar Berger, jüdische Deutsche
- Sylvia Wagenberg, später Schulamith Khalef/Calif, jüdische Deutsche; zweites jüdisches Mitglied des Orchesters

#### Gesang
- Maria Bielicka, später Bielicka-Szczepańska, Polin
- Fania Fénelon, auch Piano und Notenschreiberin, Französin (Nr. 74862)
- Violette Jacquet-Silberstein (Florette Fenet), aus einer ungarisch-jüdischen Familie stammende, in Rumänien geborene Violinistin und Sängerin, Französin[10][11] (Nr. 51937)
- Lotte Lébédova, auch Gitarre, von Mai 1943 bis Oktober 1944, jüdische Tschechin
- Claire Monis, jüdische Französin
- Ewa Stojowska (Künstlername), geb. Pryzińska, später Budzyński, auch Notenschreiberin, Polin (Nr. 64098)
- Éva Steiner (Ewa Stern), später Steiner-Adam, Siebenbürgerin (Nr. A-17139)

#### Gitarre
- Margot Anzenbacher, später Větrovcová, auch Notenschreiberin, jüdische Tschechin
- Stefania Baruch, auch Mandoline und Stubendienst, Polin; zweites Mitglied des Orchesters
- Lotte Lébédova, auch Gesang, jüdische Tschechin

#### Klavier
- Fania Fénelon, auch Gesang und Notenschreiberin, Französin (Nr. 74862)
- Alla Gres, auch Ala Gres, auch Notenschreiberin, von Dezember 1943 bis Oktober 1944, Januar 1945, Russin
- Jadwiga Kollak(owa) (Danka/Danuta) († 1964), auch Schlagzeug, Polin; drittes Mitglied des Orchesters

#### Kontrabass
- Yvette Assael, später Assael-Lennon, Kontrabass, jüdische Griechin und jüngere Schwester von Lili Assael (Akkordeon)

#### Mandoline
- Stefania Baruch, auch Gitarre und Stubendienst, Polin; zweites Mitglied des Orchesters
- Fanny Kornblum, später Birkenwald, jüdische Belgierin
- Kazimiera Małys, später Małys-Kowalczyk, auch Notenschreiberin, Polin (Nr. 48295)
- Maria Moś, später Moś-Wdowik, auch Notenschreiberin, Polin (Nr. 6111); viertes Mitglied des Orchesters
- Masza Piotrkowska, jüdische Polin
- Helen Spitzer, später Tichauer, jüdische Slowakin (Nr. 2286)
- Irena Walaszczyk, später Walaszczyk-Wachowicz († 1985), von April 1943 bis Oktober 1944, Polin (Nr. 43575)
- Rachela Zelmanowicz, später Zelmanowicz-Olewski, jüdische Polin (Nr. 6874)

#### Notenschreiberin
- Margot Anzenbacher, später Větrovcová, auch Gitarre, jüdische Tschechin
- Lili Assael, auch Akkordeon, jüdische Griechin und ältere Schwester von Yvette Assael (Kontrabass)
- Fania Fénelon, auch Klavier und Gesang, Französin (Nr. 74862)
- Alla Gres, auch Ala Gres, auch Klavier, von Dezember 1943 bis Oktober 1944, Januar 1945, Russin
- Hilde Grünbaum, später Zimche/Simche, auch Violine, jüdische Deutsche, erstes jüdisches Mitglied des Orchesters
- Regina Kuperberg, später Rivka Bacia, auch Stubendienst, jüdische Polin (Nr. 51095)
- Kazimiera Małys, später Małys-Kowalczyk, auch Mandoline, Polin (Nr. 48295)
- Maria Moś, später Moś-Wdowik, auch Mandoline, Polin (Nr. 6111); viertes Mitglied des Orchesters
- Ewa Stojowska (Künstlername), geb. Pryzińska, später Budzyński, auch Gesang, Polin (Nr. 64098)

#### Schlagzeug
- Danuta Kallakova (Danka), auch Klavier, Polin; drittes Mitglied des Orchesters
- Helga Schiessel, von August 1943 bis Oktober 1943, jüdische Deutsche und Holocaustüberlebende

#### Violine
- Zofia Cykowiak (Zocha Nowak), Polin (Nr. 44327)
- Henryka Czapala, auch Czapla, von Juni 1943 bis September 1943, dann ausgeschieden und weiteres Schicksal unbekannt, Polin
- Helena Dunicz (Halina Opielka), später Dunicz-Niwińska, Violine, Polin (Nr. 64118)
- Henryka Galazka, von Mai 1943 bis August 1943, dann ausgeschieden und weiteres Schicksal unbekannt, Polin
- Hilde Grünbaum, später Zimche/Simche, auch Notenschreiberin, jüdische Deutsche, erstes jüdisches Mitglied des Orchesters
- Violette Jacquet-Silberstein (Florette Fenet), aus einer ungarisch-jüdischen Familie stammende, in Rumänien geborene Violinistin und Sängerin, Französin[10][11] (Nr. 51937)
- Irena Łagowska, Polin (Nr. 49995)
- Maria Langenfeld (Maryika, Maryia), später Langenfeld-Hnydowa, auch Stubendienst, von Mai 1943 bis Oktober 1944, Polin (Nr. 42873)
- Lily Máthé (Künstlername), geb. Markstein, später Bernstein, Ungarin
- Elsa Miller, später Felstein, jüdische Deutsche
- Hélène Rounder, jüdische Französin
- Hélène Scheps (Irène Szal), Belgierin
- Julie Stroumsa (Menache), jüdische Griechin
- Jadwiga Zatorska (Wisia/Wisha), Polin (Nr. 36243); fünftes Mitglied des Orchesters

## Rezeption

### Film/Theater
- Playing for Time – Spiel um Zeit – Das Mädchenorchester in Auschwitz, Spielfilm USA 1980, mit Vanessa Redgrave als Fania Fénelon
  - Arthur Miller: Spiel um Zeit : ein Theaterstück nach dem Fernsehfilm von Arthur Miller nach dem Buch von Fania Fenelon "Das Mädchenorchester von Auschwitz". Übersetzung Maik Hamburger. Theatermanuskript. Frankfurt am Main : Fischer, 1987
- Esther Béjarano und das Mädchenorchester von Auschwitz, Film von Christel Priemer 1992
- Mädchenorchester, Musiktheater der Spreeagenten, Uraufführung Berlin 2019

### Hörspiel
- The Wooden Shoes, Hörspiel von Gottfried von Einem nach Originaltexten von Malka Aloni, Erstsendung 2002[12][13]

### Oper
- Stefan Heucke: Das Frauenorchester von Auschwitz, Musiktheater in drei Akten, Uraufführung Mönchengladbach 2006. Schott Music, Mainz.